# Ella Büchi
Ella Büchi (* 25. Februar 1929 in Zürich; † 5. Dezember 1999 ebenda) war eine Schweizer Schauspielerin.

## Leben
Ella Büchi stammte nach eigener Aussage aus einer «ganz bürgerlichen Familie». Ihre einzige Schwester arbeitete als Verkäuferin, Ella Büchi machte früh das Handelsdiplom und lernte Englisch, Französisch und Italienisch. Mit 18 Jahren ging sie in Zürich auf die Schauspielschule, die eine Schülerin des berühmten russischen Theatermannes Konstantin Sergejewitsch Stanislawski leitete. Büchi wurde von Gustaf Gründgens Ende der 50er Jahre an das Deutsche Schauspielhaus Hamburg geholt, wo sie fast alle großen klassischen Rollen des jugendlichen Fachs spielte. Ihre bekannteste Rolle war dabei 1957 die des Gretchens in der Faust-Inszenierung von Gustaf Gründgens, die sie abwechselnd mit der ersten Besetzung Antje Weisgerber spielte. Aufgrund einer Erkrankung Antje Weisgerbers übernahm Ella Büchi die Rolle des Gretchens auch in der Verfilmung der Faust-Inszenierung 1960 an der Seite von Will Quadflieg in der Titelrolle.
Am Hamburger Schauspielhaus war Ella Büchi bis 1965 zudem u. a. als Putzi in Edward Albees Wer hat Angst vor Virginia Woolf?, als Emilia Galotti in Gotthold Ephraim Lessings gleichnamigem Drama und als Sekretärin in John Osbornes Richter in eigener Sache zu sehen. Ab 1965 war sie u. a. in der Wiener Josefstadt engagiert, wo sie als Elisabeth in Schillers Don Carlos zu erleben war.
Im Jahr 1959 heiratete Ella Büchi den deutschen Schauspieler Richard Münch. Im Jahr 1999 erlag sie einem Krebsleiden. Ihr Grab befindet sich auf dem Friedhof Küsnacht-Hinterriet bei Zürich.

## Filmografie
- 1959: Hinter den sieben Gleisen
- 1960: Faust
- 1964: Don Gil von den grünen Hosen (TV)
- 1966: Von Menschen und Figuren (TV)
- 1966: Münchhausen (TV)
- 1967: Die Mission (TV)
- 1967: Mr. Arcularis (TV)
- 1967: Alle unsere Spiele (TV)
- 1972: Tod eines Schulmädchens (TV-Serie Der Kommissar)
- 1975: Ein Mord auf dem Lande (TV-Serie Der Kommissar)
- 1977: Eine Nacht im Oktober (TV-Serie Derrick)